# Stary Rynek w Częstochowie
Stary Rynek – jeden z placów Częstochowy, o wymiarach ok. 100 na 66 m, położony w dzielnicy Stare Miasto, znajduje się za rozpoczynającym aleję Najświętszej Maryi Panny kościołem św. Zygmunta. Kończy tutaj swój bieg  Szlak Orlich Gniazd.

## Historia
Plac ten od czasów średniowiecza pełnił funkcję rynku Starej Częstochowy. Zbudowano tutaj prawdopodobnie stary ratusz miejski. Zabudowania rynku zostały spalone podczas szwedzkiego potopu.
Przy Rynku zachowały się kamienice wschodniej i północnej pierzei. W okresie od XV wieku do 1812 roku stał tu ratusz, zniszczony wskutek pożaru. W karczmie przy Starym Rynku, według opowieści, nocował Napoleon Bonaparte, idący ze swoimi wojskami na Moskwę.
W 2007 roku na rynku rozpoczęto prace archeologiczne. Ich efektem było odkrycie miejskiej studni, fundamentów kilku nieistniejących już budowli, prawdopodobnie wagi miejskiej i szubienicy. Cały czas trwają poszukiwania miejsca w którym zbudowany został ratusz.
W maju 2019 roku rozpoczęto wartą niemal 24 mln złotych przebudowę Starego Rynku.

## Zabytkowa zabudowa
Do rejestru zabytków wpisane są następujące budynki:
- kamienica, Stary Rynek 11, numer w rejestrze zabytków: 459/89 z 21 czerwca 1989
- kamienica, Stary Rynek 12, numer w rejestrze zabytków: 507/90 z 11 czerwca 1990
- kamienica, Stary Rynek 13, numer w rejestrze zabytków: 508/90 z 28 lutego 1990
- kamienica, Stary Rynek 14, numer w rejestrze zabytków: 525/91 z 18 czerwca 1991
- kamienica, Stary Rynek 15, numer w rejestrze zabytków: 510/90 z 11 maja 1990
- kamienica, Stary Rynek 16, numer w rejestrze zabytków: 511/90 z 11 maja 1990
- kamienica, Stary Rynek 18, numer w rejestrze zabytków: 512/90 z 11 maja 1990 (obecnie nr rej. A/1218/23[4])
- kamienica, Stary Rynek 19, numer w rejestrze zabytków: 513/90 z 18 października 1990 (obecnie nr rej. A/1217/23[5])
- kamienica, Stary Rynek 20, numer w rejestrze zabytków: 514/90 z 6 sierpnia 1990
- kamienica, Stary Rynek 21, numer w rejestrze zabytków: 515/90 z 6 sierpnia 1990
- kamienica, Stary Rynek 22, numer w rejestrze zabytków: 516/90 z 11 maja 1990
- kamienica, Stary Rynek 23, numer w rejestrze zabytków: 465/89 z 30 czerwca 1989
- kamienica, Stary Rynek 24, numer w rejestrze zabytków: 466/89 z 30 czerwca 1989

## Galeria

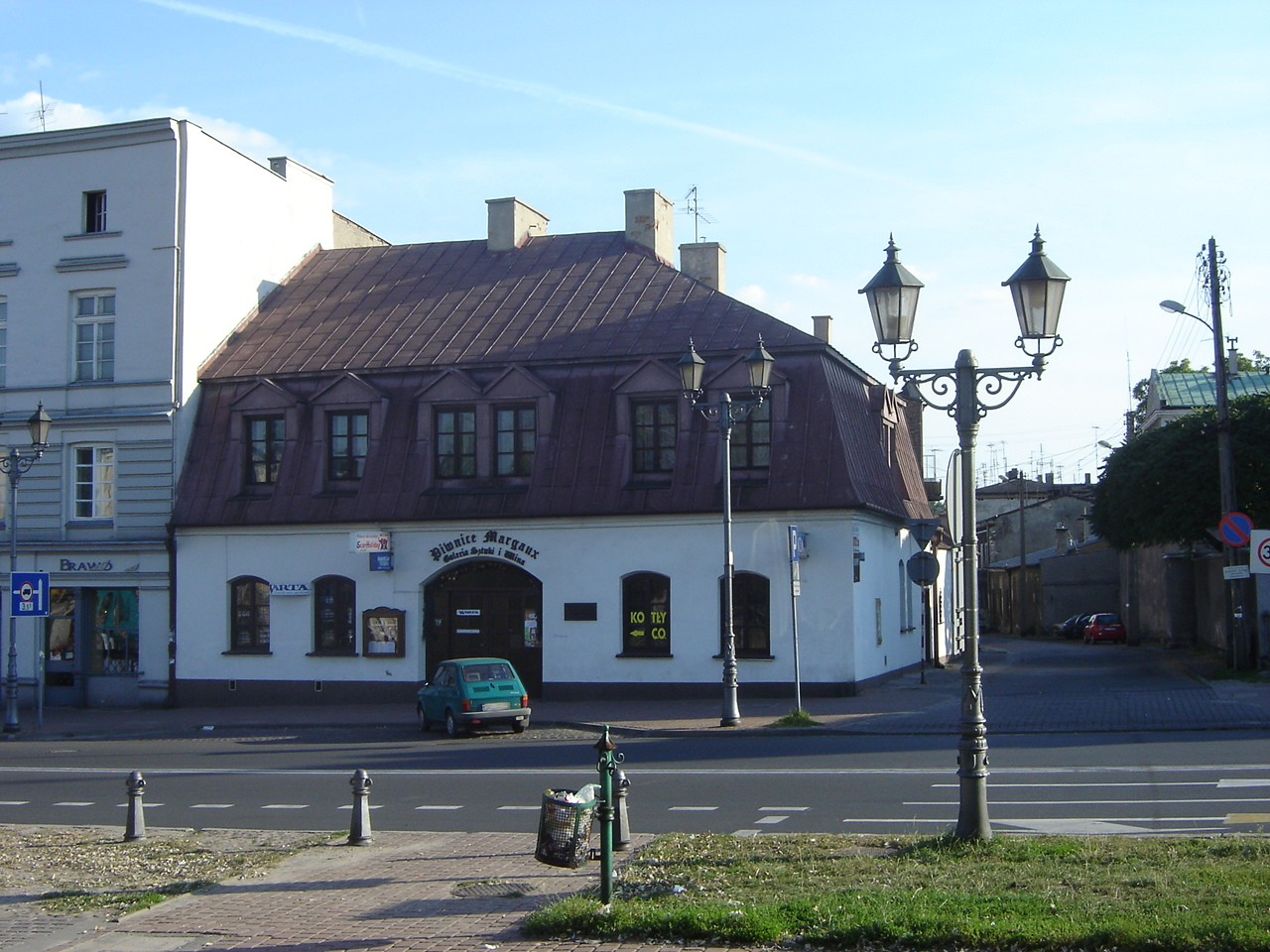
Karczma na Starym Rynku
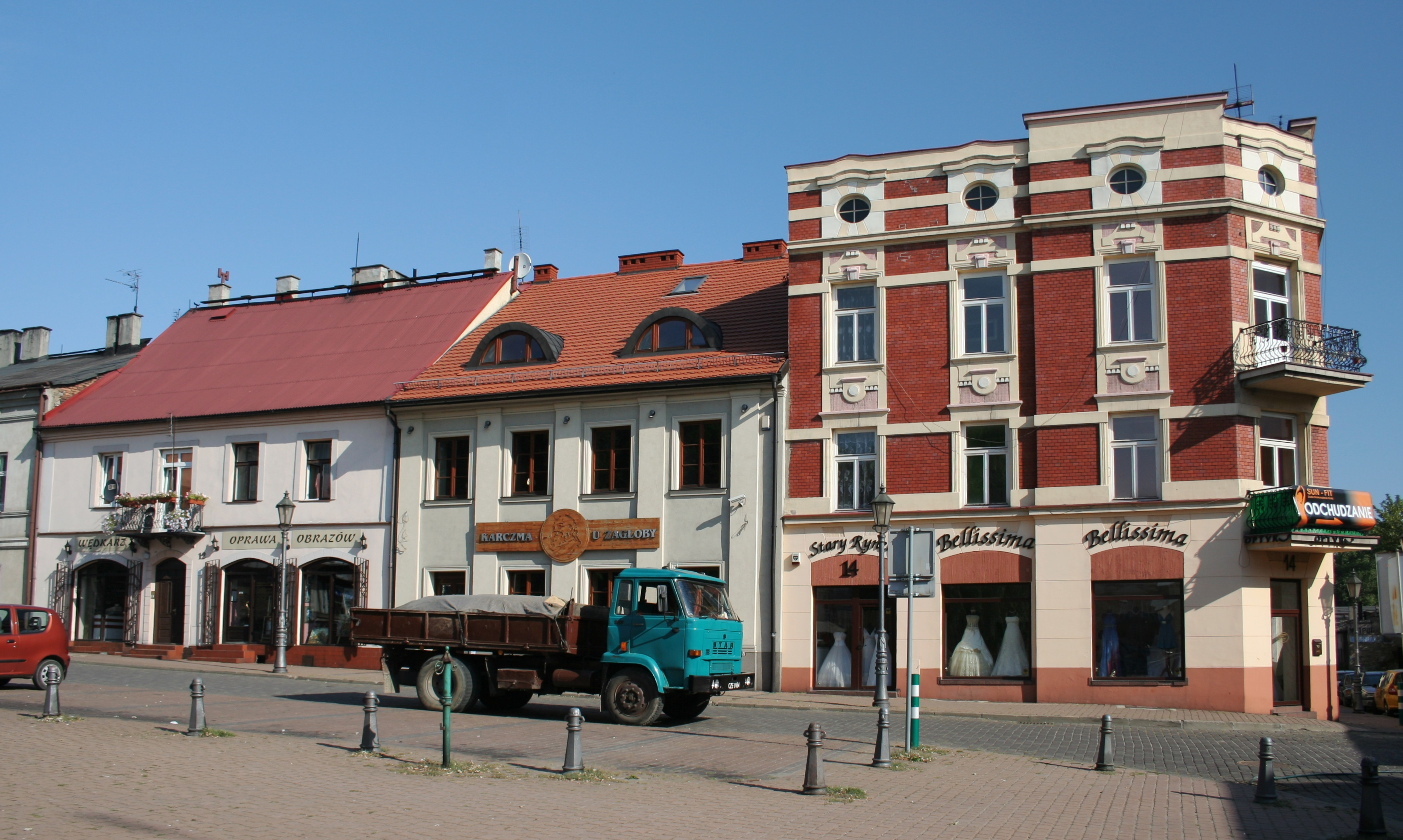
Północna pierzeja
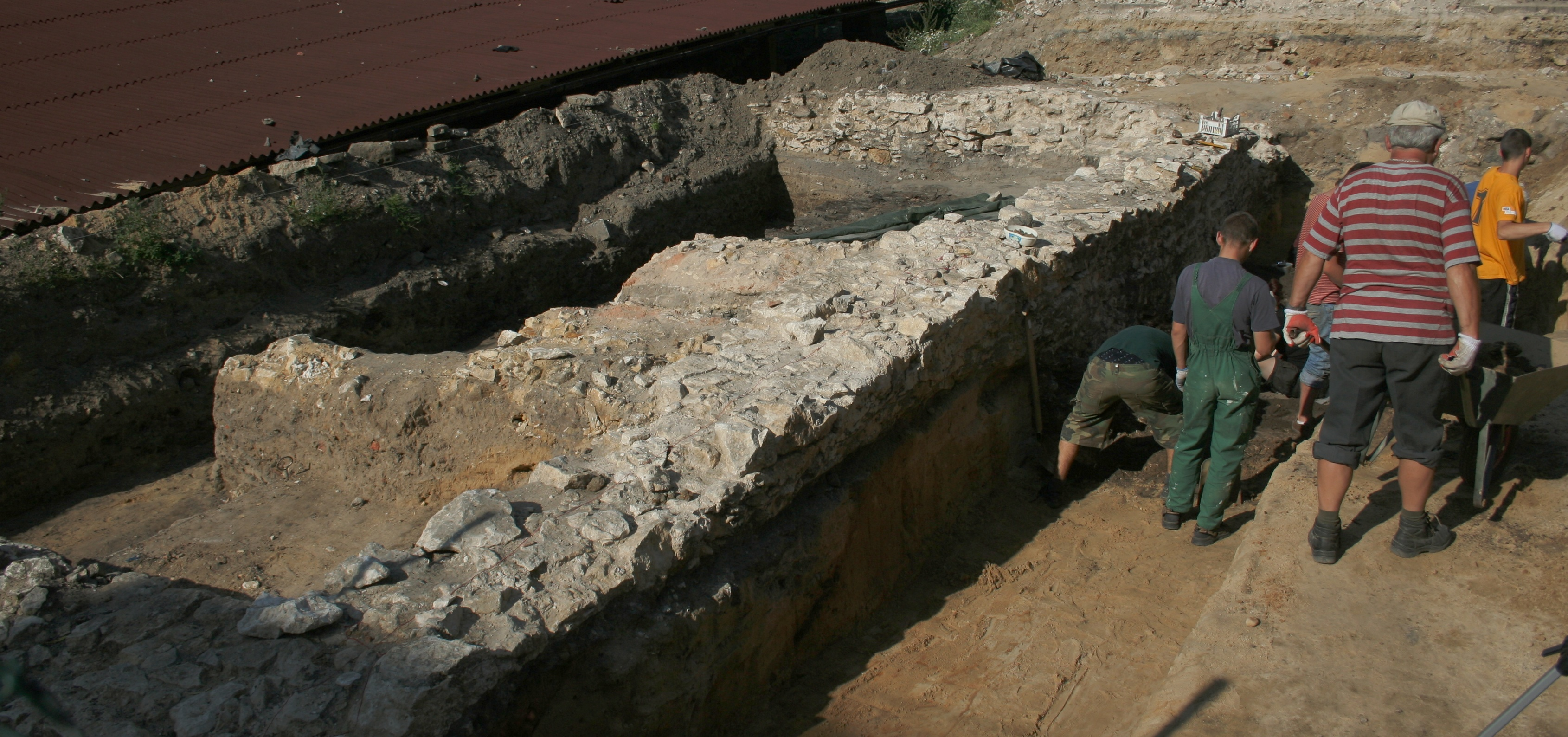
Wykopaliska archeologiczne